# Saarterrassen

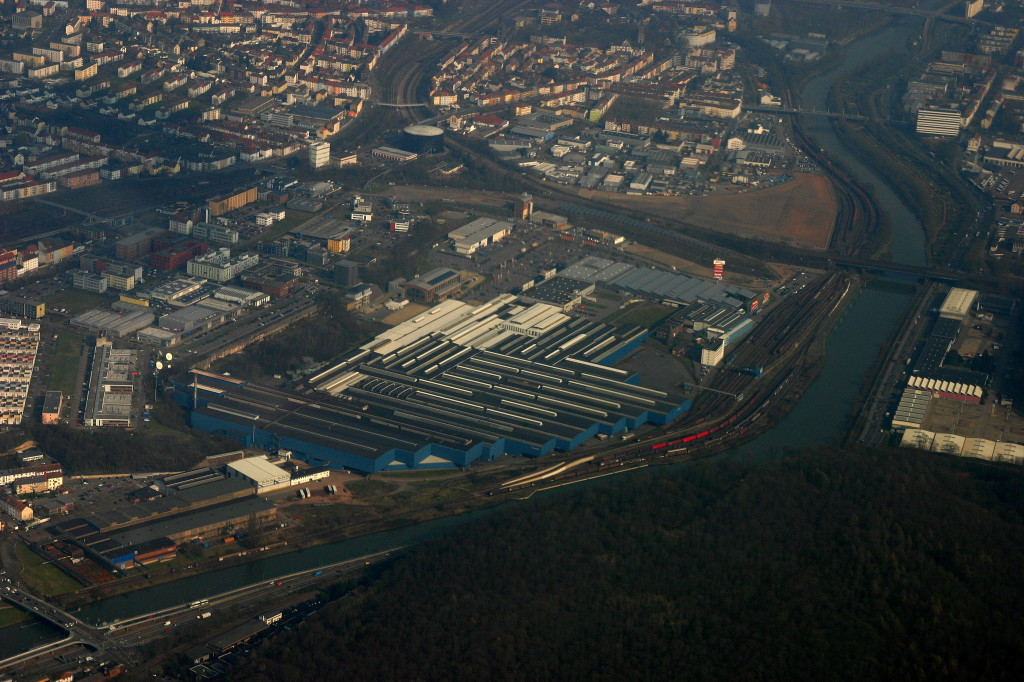
Saarterrassen mit der Burbacher Hütte an der Saar

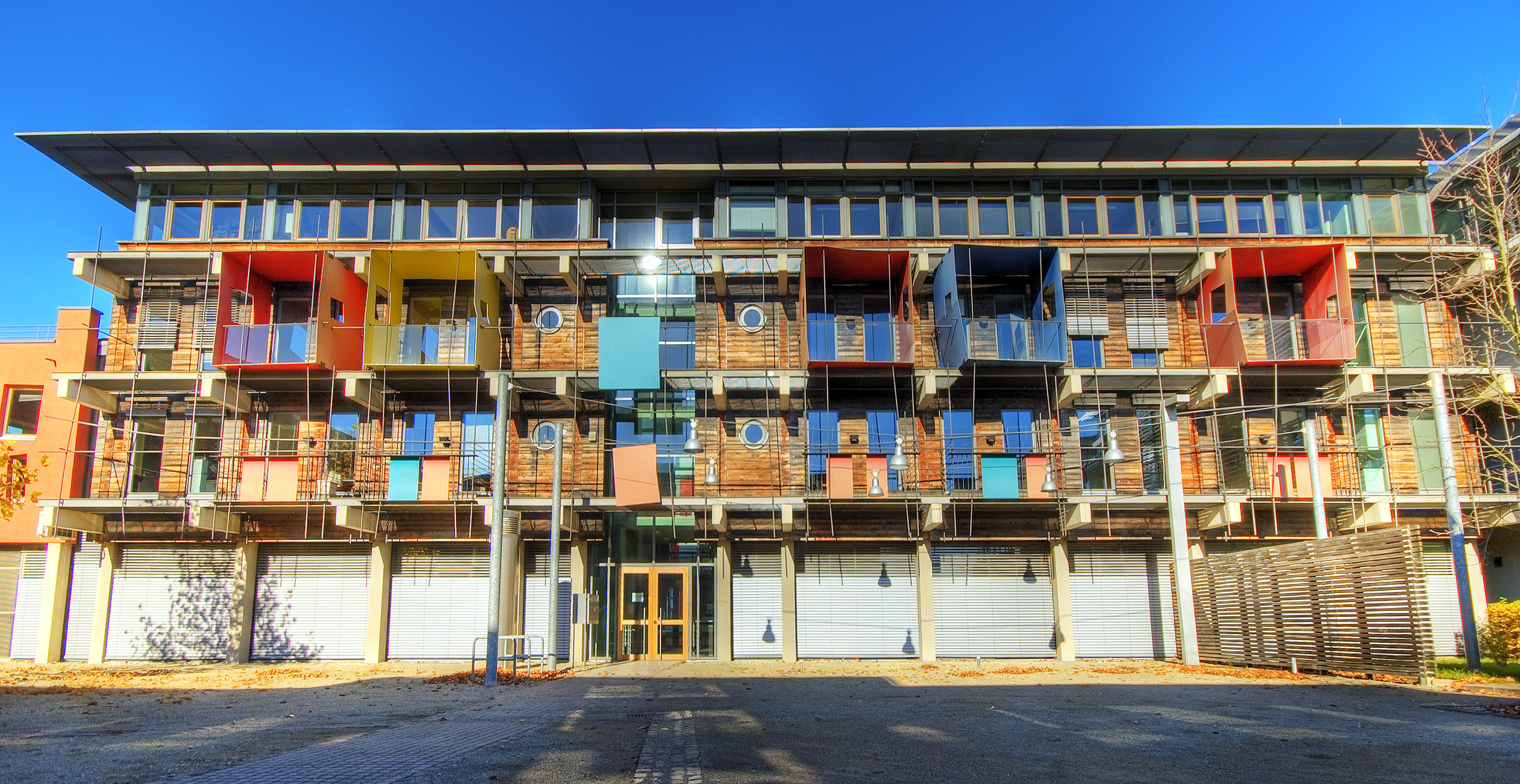
Gebäude Service Inn II

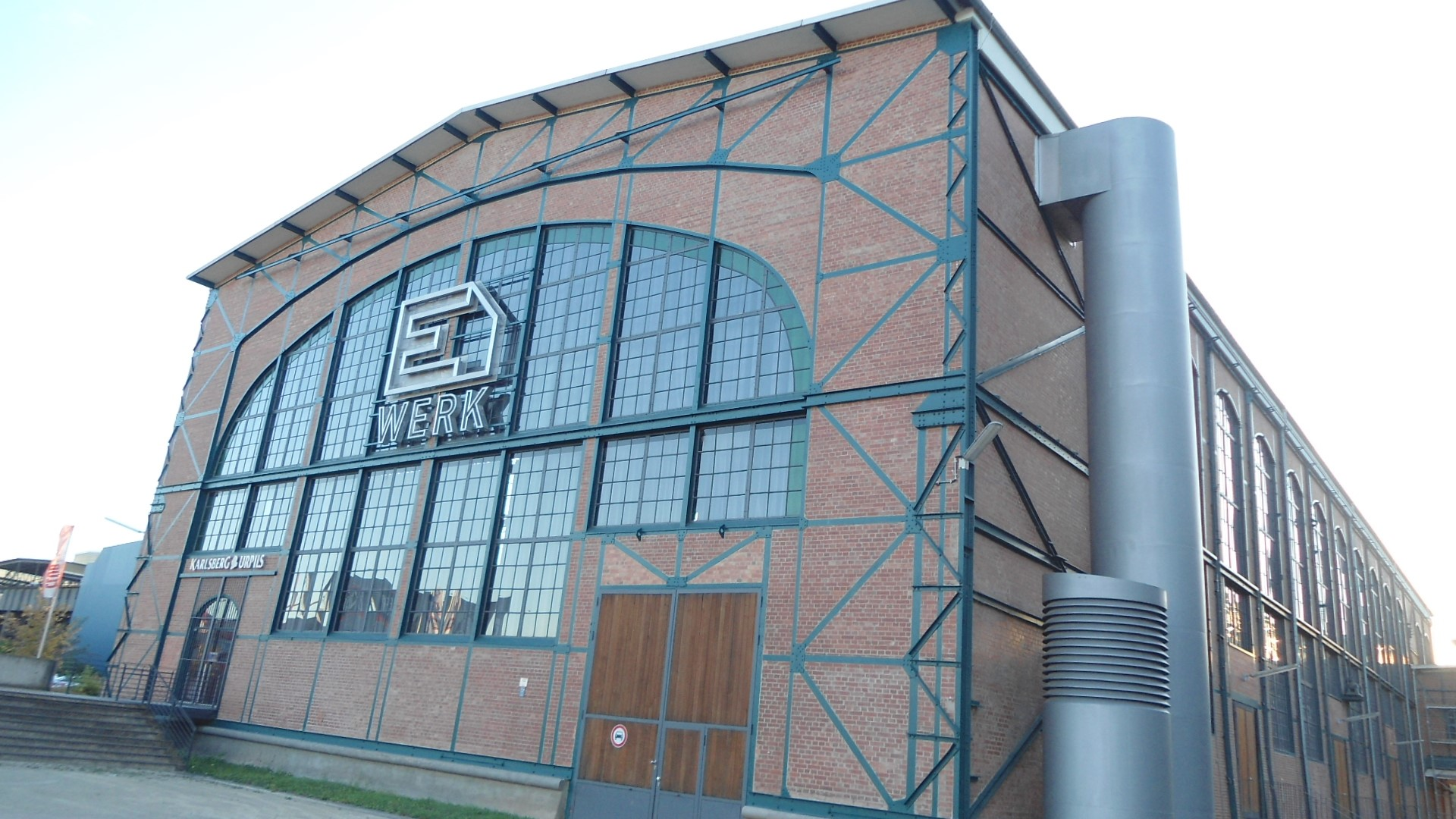
Das E-Werk

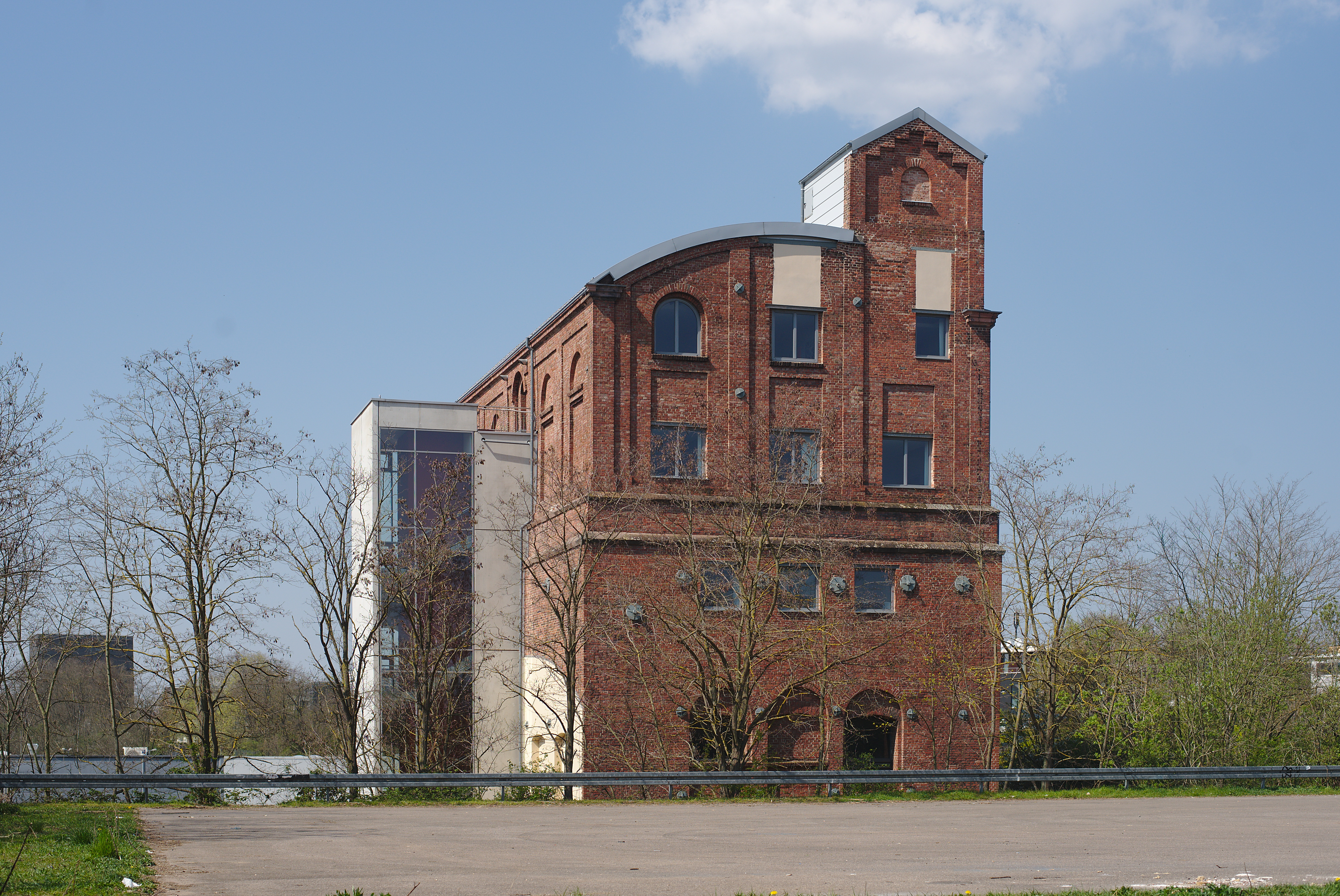
Historische Kohlenwäsche

Saarterrassen ist ein Quartier von Saarbrücken-Burbach direkt an Malstatt und nahe der Saar. Das ehemalige Gelände der Burbacher Hütte wird seit 1989 zum multifunktionalen Quartier mit Gewerbe, Dienstleistung und Wohnhäusern umgebaut.

## Geschichte
Das Saarland erwarb 1989 das 60 Hektar große, zuvor stillgelegte, Industriegelände von der Saarstahl für 28 Millionen D-Mark.
Die Gesellschaft für Innovation und Unternehmensförderung (GIU), eine Tochter der Landeshauptstadt Saarbrücken, wurde mit der Umstrukturierung beauftragt. Bis 2003 waren 90 Prozent der Vorhaben eingelöst, so konnten Dienstleister und Gewerbe einziehen sowie Wohnhäuser errichtet werden. Ebenso wurde historische Bausubstanz wie das E-Werk und das alte Casino einbezogen. Eine große Freifläche ermöglicht zudem Freiluft-Events wie Volksfeste oder Zelt- und Roadshows.

## Gebäude (Auswahl)
- E-Werk, Veranstaltungshalle, erbaut 1908
- Medienzentrum Saar
- Expomedia-Gebäude
- Fachmarktzentrum
- Historische Kohlenwäsche, erbaut 1887
- Altes Casino, erbaut 1873
- Consulting Port, Bürogebäude
- Gewerbezentrum I & II
- Plaza I & II (Bürogebäude)
- Service Inn I & II (Bürogebäude)
- Vitrina I & II (Bürogebäude)
- Reha-Druckcenter